# Андреви, Франческо
Франческо (Франсиско) Андреви-и-Кастеллар (исп. Francisco Andrevi; 16 ноября 1786, Санаужа, провинция Льейда, Каталония) — 23 ноября 1853, Барселона) — выдающийся испанский и каталонский композитор, священник, органист, капельмейстер, теоретик музыки и музыкальный педагог.

## Биография
Итальянского происхождения. Обучаться музыке начал с восьми лет. В детстве пел в хоре собора Сео-де-Уржель. В пятнадцатилетнем возрасте отправился в Барселону, чтобы начать церковную карьеру, там же изучал игру на органе и композицию. Получил место органиста в Терезианском монастыре, затем в монастыре св. Магдалины.
Был священником, занимал должность соборного регента в разных городах Испании — Барселоне, Валенсии, Севилье и прочих. Позже стал регентом королевской капеллы.
Во время Карлистской войны в 1836 году уехал во Францию, спасался в Бордо, где был руководителем хора капеллы собора Сант-Андреу-де-Бордо, в 1845—1849 годах жил в Париже.
Кончил жизнь регентом церкви Богоматери в Барселоне.
Автор ряда музыкальных сочинений, в том числе 6 месс, пятнадцати мотетов, девяти Lamentations и Tantum Ergo, особенно известны его оратория «Страшный суд», реквием на смерть короля Испании Фердинанда VII и три «Stabat Mater».
Теоретическое сочинение Андреви по гармонии и композиции вышло в Париже в 1848 во французском переводе.